# Leading case
Leading case (inaczej watershed case) – sprawa wiodąca, czyli precedens, który dał początek serii późniejszych orzeczeń sądowych, w których  powielono lub rozwinięto przyjęte w nim rozwiązania.
Leading case można by próbować porównywać do znanej systemowi kontynentalnemu instytucji „linii orzecznictwa”, nie jest to jednak do końca prawidłowe.